# Kubok Prem'er-Liga
La Coppa del campionato russo o Coppa della prima divisione russa (in russo Кубок Премьер-Лиги?, Kubok Prem'er-Liga) è stata una competizione calcistica organizzata dalla Federazione calcistica della Russia e riservata a squadre della massima divisione nazionale. Non deve essere confusa con la Coppa di Russia.

## Storia
La formula, ad eliminazione diretta, prevedeva la partecipazione di 16 squadre della prima serie russa, le quali si scontravano in partite di andata e ritorno, compresa la finale. I vincitori del trofeo non ottenevano particolari bonus quali la qualificazione alla Coppa UEFA e le gare erano disputate nei giorni riservati alle partite della nazionale russa. Furono questi due fattori a dissuadere le squadre dallo schierare le loro migliori formazioni. Così, con compagini piene di riserve o giovani del vivaio, la competizione non beneficiò di grande popolarità e fu abolita nel 2003, dopo la prima e unica edizione.
Nell'unica edizione della manifestazione a vincere fu lo Zenit San Pietroburgo, che in finale sconfisse il Černomorec Novorossijsk con il punteggio complessivo di 5-2.

## Risultati

### Ottavi
Le gare di andata furono disputate il 29 marzo 2003, quelle di ritorno l'1 e il 2 aprile.
| Squadra 1               | Totale          | Squadra 2                   | Andata | Ritorno     |
| ----------------------- | --------------- | --------------------------- | ------ | ----------- |
| Torpedo-Metallurg       | 3 - 0           | Lokomotiv Mosca             | 3 - 0  | 0 - 0       |
| Dinamo Mosca            | 2 - 3           | Torpedo Mosca               | 1 - 1  | 1 - 2       |
| Zenit San Pietroburgo   | 3 - 3 (gfc)     | CSKA Mosca                  | 2 - 0  | 1 - 3       |
| Saturn-REN TV           | 5 - 7           | Spartak Mosca               | 3 - 2  | 2 - 5 (dts) |
| Rotor                   | 6 - 2           | Kryl'ja Sovetov Samara      | 5 - 2  | 1 - 1       |
| Rubin                   | 0 - 0 (1-3 dcr) | Šinnik                      | 0 - 0  | 0 - 0 (dts) |
| Uralan                  | 3 - 4           | Spartak-Alanija Vladikavkaz | 1 - 0  | 2 - 4       |
| Černomorec Novorossijsk | 3 - 2           | Rostov                      | 2 - 1  | 1 - 1       |

### Quarti
Le gare di andata furono disputate tra il 28 e il 30 aprile 2003, quelle di ritorno l'1 e il 2 aprile.
| Squadra 1               | Totale | Squadra 2                   | Andata | Ritorno |
| ----------------------- | ------ | --------------------------- | ------ | ------- |
| Torpedo-Metallurg       | 3 - 4  | Torpedo Mosca               | 1 - 0  | 2 - 4   |
| Zenit San Pietroburgo   | 2 - 1  | Spartak Mosca               | 1 - 0  | 1 - 1   |
| Rotor                   | 1 - 2  | Šinnik                      | 1 - 0  | 0 - 2   |
| Černomorec Novorossijsk | 1 - 0  | Spartak-Alanija Vladikavkaz | 1 - 0  | 0 - 0   |

### Semifinali
Le gare di andata furono disputate il 20 agosto 2003, quelle di ritorno il 5 settembre.
| Squadra 1     | Totale | Squadra 2               | Andata | Ritorno |
| ------------- | ------ | ----------------------- | ------ | ------- |
| Torpedo Mosca | 3 - 5  | Zenit San Pietroburgo   | 2 - 2  | 1 - 3   |
| Šinnik        | 3 - 4  | Černomorec Novorossijsk | 1 - 1  | 2 - 3   |

### Finali
| Arbitro: | Taras Bezubjak (San Pietroburgo) |

|                                     |           |  |
| Nikolaev 22’ Konoplëv 29’ Mareš 65’ | Marcatori |  |

| Arbitro: | Jurij Čebotarëv (Krasnodar) |

|                           |           |                        |
| Smirnov 29’ Kamol'cev 54’ | Marcatori | 24’ Radimov 41’ Hartig |